# Mike Kasnoff
Michael "Mike" Kasnoff is een personage uit de Amerikaanse soap As the World Turns. Hij werd van 1994 tot 1997 gespeeld door Shawn Christian en van 2002 tot 2007 door Mark Collier.